# 蛭児神社 (霧島市)

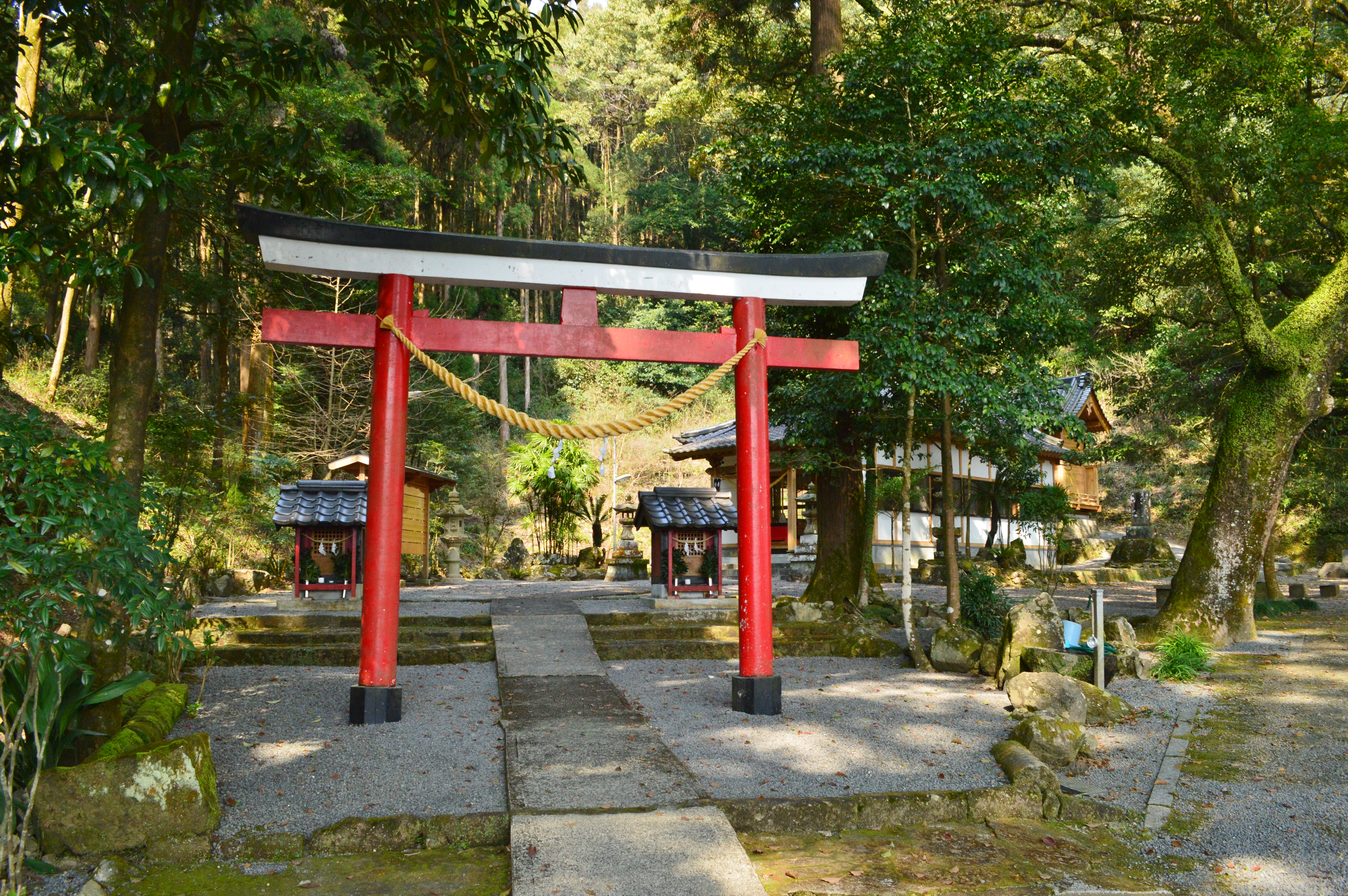
鳥居・社叢

蛭児神社（ひるこじんじゃ）は、鹿児島県霧島市隼人町内（はやとちょううち）にある神社。江戸時代までは正八幡（鹿児島神宮）に次ぐ大隅国の二宮とされ、二之宮大明神と呼ばれていた。

## 祭神
蛭児尊（ひるこのみこと）を祀る。

## 由緒
創建は神代にさかのぼると伝えられているが、現在の社域は寛延3年（1750年）の遷宮造営といわれている。伊弉諾尊と伊弉冉尊の間に誕生した御子神である祭神が天磐橡樟船（あまのいわくすのふね）で流されてここにたどり着き、その船から枝葉を生じて巨木になったと伝えられているが、現在ここにある楠の神木は享保13年（1728年）8月、国分（後の国分市）の地頭樺山主計久初が植え継いだものである。境内に金色の節を持つ金筋竹があり、祭神が釣り竿あるいは舟を進めるための水棹として用いた竹が根付いたものとされる。

## 周辺
- 隣接する遺構から奈良時代頃のものと推定される海獣葡萄鏡（銅鏡）が数枚出土した。
- 境内に隣接した場所に西郷隆盛が宿泊した宿を復元した西郷どんの宿がある。
- 神社の周囲に広がる日当山温泉には、祭神が療養したという伝説がある。
- 付近はかつて奈毛気の杜（なげきのもり）あるいは奈毛木神叢ともいわれ、大隅国の中でも景色の良い場所であった[1]。